# میوه افتاده
«میوهٔ افتاده» (انگلیسی: Fallen Fruit) ترانه‌ای از خواننده و ترانه‌پرداز نیوزیلندی، لرد است. این ترانه به عنوان چهارمین تک‌آهنگ از سومین آلبوم استودیویی او با نام سولار پاور (۲۰۲۱) منتشر شد و همزمان با انتشار قطعات اضافی این آلبوم، در سرویس‌های استریم در ۲ نوامبر ۲۰۲۱ در دسترس قرار گرفت. این ترانه توسط لرد و جک آنتونوف نوشته و تولید شده و شامل آواز پس‌زمینه از فیبی بریجرز، کلرو، مارلون ویلیامز و لارنس اریبیا است.

## جدول‌های موسیقی
| جدول (۲۰۲۱)                                         | بالاترین جایگاه |
| --------------------------------------------------- | --------------- |
| تک‌آهنگ‌های هنرمند نیوزیلندی (آرام‌ان‌زی)               | ۸               |
| ترانه‌های داغ راک و آلترناتیو ایالات متحده (بیلبورد) | ۳۱              |